# 에스와티니의 국가

주 우리 하느님, 스와티족을 축복하소서(스와티어: Nkulunkulu Mnikati wetibusiso temaSwati, 영어: O Lord our God, bestower of the blessings of the Swazi)는 에스와티니의 국가로, 1968년에 채택되었다. 앤드레이어즈 에노케 파냐나 시멜라네(Andrease Enoke Fanyana Simelane)가 작사하였으며, 데이비드 케네스 라이크로프트(David Kenneth Rycroft)가 작곡하였다.

## 가사

### 스와티어가사
Nkulunkulu Mnikati wetibusiso temaSwati;
Siyatibonga tonkhe tinhlanhla;
Sibonga iNgwenyama yetfu.
Live netintsaba nemifula.
Busisa tiphatsimandla takaNgwane;
Nguwe wedvwa Somandla wetfu;
Sinike kuhlakanipha lokungenabucili
Simise usicinise, Simakadze.

### 영어가사
O Lord our God, bestower of the blessings of the Swazi;
We give Thee thanks for all our good fortune;
We offer thanks and praise for our King
And for our fair land, its hills and rivers.
Thy blessings be on all rulers of our Country;
Thine alone is our Lord;
We pray Thee to grant us wisdom without deceit or malice.
Establish and fortify us, Lord Eternal.

### 한국어번역본
주 우리 하느님, 스와티족을 축복하소서;
우리는 그대가 주신 은총에 감사하며;
우리는 늘 군주의 안위하심에 감사하며
드넓은 대지의 언덕과 강에 감사합니다.
그대의 축복은 우리의 나라를 다스려주십니다;
당신만이 우리의 주님이십니다;
우리는 그대가 지혜를 불어넣고, 우리에게 악독과 속임이 없게 하시길 기도드립니다.
우리를 더욱 견고하게 해주소서, 영원하신 주여.